# Erik Selin
Kjell Erik Torne Selin, född 5 augusti 1967 i Göteborg, är en svensk affärsman, fastighetsägare och vd bosatt i Göteborg.

## Biografi
Erik Selin är uppvuxen i Tuve på Norra Hisingen som son till Kjell Selin (född 1938) och Eva Selin Lindgren, född Wernbom (1936–2011). Efter att ha tagit gymnasieexamen med ekonomisk inriktning började Selin satsa allt mer på aktiehandel. När 1980-talets spekulationsekonomi rasade ihop i början av 1990-talet förlorade Selin sina besparingar. Som 24-åring köpte han sin första hyresfastighet i Ängelholm, efter att ha lånat 20 miljoner från banken. Selin har sedan byggt upp ett högt belånat fastighetsimperium under namnet Erik Selin Fastigheter AB, som i december år 2013 hade tillgångar värda omkring 36 miljarder. Selin är också engagerad i över 300 andra fastighetsbolag. Han är huvudägare och vd i Balder. Han är också en stor ägare i Norion Bank (tidigare Collector), där han sedan 2011 sitter i styrelsen och är sedan 2020 ordförande.
I april 2014 förvärvade Balder 14 hotellfastigheter från Pandox för 2,2 miljarder kronor. Bolaget ägde hösten 2015, enligt tidningen Fastighetsvärlden, ungefär 35 hotellfastigheter, bland annat Radisson Blu i Göteborg och Berns i Stockholm. Det stora fastighetsvärdet i bolaget utgörs dock av kontorsfastigheter och bostadsfastigheter.  
Via Balder har Selin även förvärvat fastigheter i Danmark och Finland. I Finland är han styrelseledamot i bolaget Sato.
Privat äger Selin bolaget Erik Selin Fastigheter AB, som i sin tur heläger bland annat Skandrenting. Selin är även delägare i ett tiotal fastighetsbolag och har flera gånger berättat att han uppskattar samarbeten och att han lär sig mycket utifrån dessa.
Tidningen Fastighetsvärlden utnämnde honom genom årlig omröstning till "Sveriges mäktigaste inom fastighetsbranschen" 2014 efter att i flera år i rad legat bland de högsta på listan i övrigt.

### Familj
Erik Selin var gift mellan 2012 och 2020. Han har två barn från sitt tidigare äktenskap och ett barn i sin nuvarande relation.